# Christian Thomasius
Christian Thomasius (Lipcse, 1655. január 1. – Halle an der Saale, 1728. augusztus 23.) német jogtudós és filozófus.

## Életútja
1684-ben jogtanár volt Lipcsében, 1688-tól az első, aki előadásait német nyelven tartotta meg. Szabad gondolkodása miatt üldözték a teológusok és elfogatását csak 1690-ben Halléba történt megszökése által kerülte ki, ahol a lovagakadémián, 1694-től pedig az újonnan alapított egyetemen mint tanár és rektor működött. Thomasius a tudományban új módszerrel lépett fel, amennyiben azt az élettel összeegyeztetni igyekezett. A természetjogot elválasztotta a moráltól és az előbbit a szabadság és a jogi kényszer elveire vezette vissza. A boszorkányperek és a tortúra ellen erősen kikelt.

## Jelentősebb művei
- Vernünftige und christliche aber nicht scheinhelilige Gedanken stb. (Halle, 1723-25, 3 rész)
- Geschichte der Weisheit und Thorheit (3 köt. uo. 1693)
- Kurze Lehrsätze von dem Laster der Zauberei mit dem Hexenprocess (uo. 1704)